# İskenderunspor
L'İskenderunspor è stata una società calcistica con sede a Alessandretta in Turchia. Fondato nel 1967, il club è stato sciolto nel 2006.
I colori sociali del club sono il giallo-blu.

## Stadio
Il club giocava le gare casalinghe al 5 Temmuz Stadyumu, che ha una capacità di 12.390 posti a sedere.

## Statistiche
- TFF 1. Lig: 1971-1978, 1980-1990, 1991-1993, 1996-1997
- TFF 2. Lig: 1967-1971, 1978-1979, 1990-1991, 1993-1996, 1997-2001
- TFF 3. Lig: 2001-2002
- Bölgesel Amatör Lig: 1979-1980, 2002-2006

## Palmarès
- TFF 3. Lig: 3

1970-1971, 1991-1992, 1995-1996